# ココチュス
ココチュス（モンゴル語: Kököčüs,中国語: 闊可搠思,? - ?）とは、13世紀初頭にモンゴル帝国に仕えたメネン・バアリン部出身の千人隊長。『元朝秘史』では闊可搠思(kuòkĕshuòsī)と漢字表記される。
チンギス・カンによって次男チャガタイの王傅に任ぜられ、ココチュス率いる千人隊はチャガタイ・ウルスの原型となった。

## 概要
『元朝秘史』の伝える伝承によると、ココチュスはチンギス・カンがジャムカと決別し劣勢にあった頃、メネン・バアリン部の長コルチ・ウスン・エブゲンとともにチンギス・カンの勢力に帰参したという。これ以後もココチュスは基本的にコルチ・ウスンと行動をともにしているので、コルチ・ウスンの副官的地位にあったのではないかと考えられている
1206年にモンゴル帝国が建国された際には、ココチュスはチンギス・カンによって帝国の幹部層たる95名の千人隊長(ミンガン)の一人に任命された。『元朝秘史』の功臣表では30位に列せられている。ただし、ペルシア語史料の『集史』では情報の欠落があるようでココチュスの名前は記録されていない。
その後の論功行賞ではゲニゲス部のクナン、ベスト部のデゲイ、コルチ・ウスンらとともに「己が見たることを忌み隠さず、己が聴きたることを押し隠すことはなかった」ことを賞賛され、チンギス・カンは「[息子達に対して]クナンとココチュスの2人から相談を受けずして、事をしてはなるまいぞ」とも述べたという。この発言を踏まえて、ここで挙げられるクナン、ココチュス、デゲイの3名はそれぞれ後にジョチ家、チャガタイ家、オゴデイ家の王傅に任ぜられている。
その後、チンギス・カンによる諸子(ジョチ・チャガタイ・オゴデイ)諸弟(カサル・カチウン・オッチギン)への千人隊の分封が始まると、ココチュスはバルラス部のカラチャル、ジャライル部のムゲ、出自不明のイドカダイらとともにチャガタイの王傅とされ、ムゲら4人の率いる千人隊はチャガタイ・ウルスの原型となった。これ以後のココチュスの活動については知られていない。

## 初期チャガタイ・ウルスの4千人隊
- バアリン部のココチュス
- バルラス部のカラチャル
- ジャライル部のムゲ
- 出自不明のイドカダイ